# Action de Proca
En physique, plus précisément en théorie des champs en physique des particules, l’action de Proca  décrit un champ massif  de spin-1  dans l'espace-temps de Minkowski. L'équation du mouvement associée  est une équation d'onde relativiste appelée l'équation de Proca. L'action et l'équation de  Proca sont nommés d'après le physicien franco-roumain Alexandru Proca qui les a publié pour la première fois en 1936.
L'équation de Proca apparaît dans le modèle Standard dans lequel elle décrit les bosons de jauge massifs, c'est-à-dire les bosons Z et W.
Cet article utilise la signature (+−−−) de la métrique et la notation tensorielle dans le langage des 4-vecteurs.

## Densité lagrangienne
Le champ de jauge considéré est complexe et est associé au 4-vecteur potentiel  Bμ = (φ/c, A), où φ est un potentiel électrique, A un potentiel vecteur généralisé. Le champ {\displaystyle B^{\mu }} se transforme comme un 4-vecteur.
La densité lagrangienne est donnée par :
{\displaystyle {\mathcal {L}}=-{\frac {1}{2}}(\partial _{\mu }B_{\nu }^{*}-\partial _{\nu }B_{\mu }^{*})(\partial ^{\mu }B^{\nu }-\partial ^{\nu }B^{\mu })+{\frac {m^{2}c^{2}}{\hbar ^{2}}}B_{\nu }^{*}B^{\nu }.}
où c est la vitesse de la lumière, ħ est la constante de Planck réduite,  m est la masse du champ de jauge et ∂μ est le 4-gradient.

## L'équation
Les équations d'Euler-Lagrange, donnent l'équation de Proca :
{\displaystyle \partial _{\mu }(\partial ^{\mu }B^{\nu }-\partial ^{\nu }B^{\mu })+\left({\frac {mc}{\hbar }}\right)^{2}B^{\nu }=0}
En appliquant ∂ν à l'équation du dessus, on obtient un condition, dite de Jauge de Lorenz (bien que ce ne soit pas une transformation de jauge) généralisée aux champs de jauge massifs,
{\displaystyle \partial _{\mu }B^{\mu }=0}
l'équation de Proca se réduit alors à 
 :
{\displaystyle \left[\partial _{\mu }\partial ^{\mu }+\left({\frac {mc}{\hbar }}\right)^{2}\right]B^{\nu }=0}
Lorsqu'il n'y a pas de source, chaque composante du 4-vecteur potentiel est alors régie par l'équation de Klein-Gordon complexe.
Lorsque m = 0, les équations se réduisent aux équations de Maxwell dans le vide.
L'équation de Proca correspond à quatre équations, que l'on peut décomposer en une équation scalaire (la partie temporelle {\displaystyle \mu =0}) et une équation vectorielle ({\displaystyle \mu =i}) :
{\displaystyle \Box \phi -{\frac {\partial }{\partial t}}\left({\frac {1}{c^{2}}}{\frac {\partial \phi }{\partial t}}+\nabla \cdot \mathbf {A} \right)=-\left({\frac {mc}{\hbar }}\right)^{2}\phi \!}
{\displaystyle \Box \mathbf {A} +\nabla \left({\frac {1}{c^{2}}}{\frac {\partial \phi }{\partial t}}+\nabla \cdot \mathbf {A} \right)=-\left({\frac {mc}{\hbar }}\right)^{2}\mathbf {A} \!}
où {\displaystyle \Box } est le D'alembertien.

## Fixage de jauge
L'action de Proca est une version de l'action de Stueckelberg avec fixage de jauge via le mécanisme Higgs. Quantifier l'action de Proca requiert l'utilisation de contraintes de seconde classe.
Si {\displaystyle m\neq 0} , le 4-vecteur potentiel n'est pas invariant sous une transformation de jauge similaire à celle utilisée en électromagnétisme :
{\displaystyle {\displaystyle B^{\mu }\rightarrow B^{\mu }-\partial ^{\mu }f}}
où {\displaystyle f} est une fonction arbitraire.